# برانشيتا
برانشيتا بلدية في ولاية بارانا في المنطقة الجنوبية من البرازيل.